# NEWSとちぎの朝
NEWSとちぎの朝（ニュースとちぎのあさ）は、とちぎテレビで平日の朝に放送していた地域情報番組。2010年4月5日放送開始。ステレオ放送。

## 概要
開局10周年を迎え、開局から続いていた朝の情報番組朝生とちぎをリニューアルして2010年4月より放送が開始された。
県内のニュース（主に前日にイブニング6やニュースワイド21で放送された内容を踏襲）や交通情報、天気予報で構成される。
2013年4月1日にリニューアルを行い、2012年3月までイブニング6を担当していたフリーアナウンサーの片山侑紀がとちぎテレビに再登板。それまでメインキャスターを務めていた若林芽育はイブニング6担当となった。
また、遠藤宏美が新たに加入し、番組は4人体制となる。

## 出演者
※番組終了時点
メインキャスター
- 遠藤宏美（2013年4月～、月～水曜日）
- 片山侑紀（2013年4月～、木・金曜日）

サブキャスター
- 仁科美咲（2014年4月から、月・火曜日）
- 増田美香（2015年4月から、水～金曜日）

### 過去の出演者
| 期間      | 期間      | メインキャスター | メインキャスター | サブキャスター | サブキャスター | サブキャスター |
| 期間      | 期間      | 月 - 水曜日      | 木・金曜日       | 月・火曜日     | 水曜日         | 木・金曜日     |
| --------- | --------- | ---------------- | ---------------- | -------------- | -------------- | -------------- |
| 2010.4.5  | 2011.9.30 | 若林芽育         | 若林芽育         | 有馬香         | 佐藤委子       | 佐藤委子       |
| 2011.10.3 | 2012.3.30 | 若林芽育         | 若林芽育         | 荒生沙緒利     | 佐藤委子       | 佐藤委子       |
| 2012.4.2  | 2013.3.29 | 若林芽育         | 若林芽育         | 荒生沙緒利     | 針谷衣織里     | 針谷衣織里     |
| 2013.4.1  | 2014.3.28 | 遠藤宏美         | 片山侑紀         | 荒生沙緒利     | 針谷衣織里     | 針谷衣織里     |
| 2014.3.31 | 2015.3.27 | 遠藤宏美         | 片山侑紀         | 三富裕子       | 三富裕子       | 仁科美咲       |
| 2015.3.30 | 2016.4.1  | 遠藤宏美         | 片山侑紀         | 仁科美咲       | 増田美香       | 増田美香       |